# Sam Abell

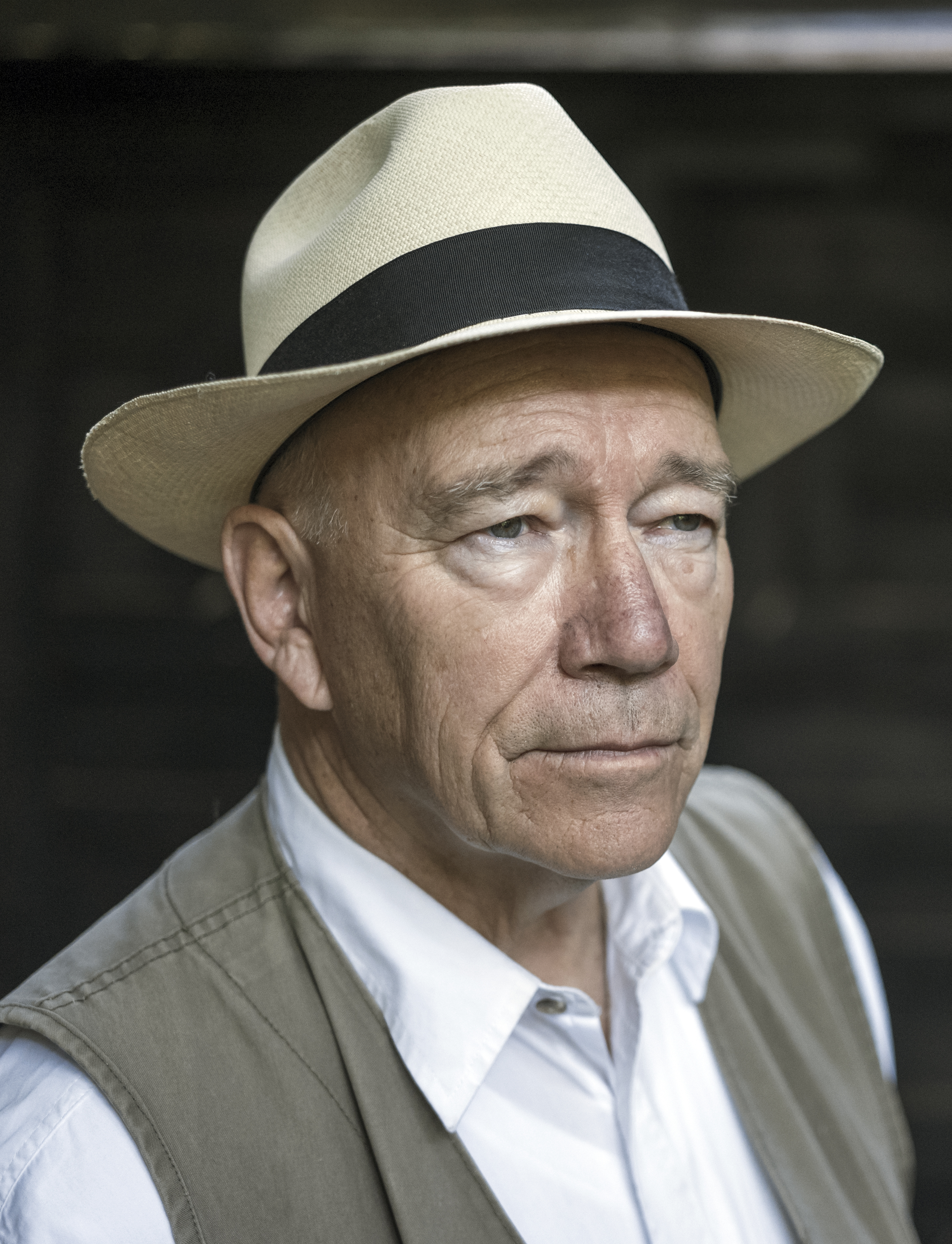
Sam Abell

Sam Abell (* 19. Februar 1945 in Sylvania, Ohio) ist ein US-amerikanischer Fotograf und lebt heute in Virginia.
Sam Abell lernte sein Handwerk beim Vater, der auch schon Fotograf war und schloss die Ausbildung an der University of Kentucky 1969 mit einem Bachelor Titel ab. Er arbeitete seit 1970 unter anderem für die Zeitschrift „National Geographic Society“ und hat bisher über 20 Reportagen über diverse Themen, wie verschiedene Kulturen und Landschaften, gestaltet. 
1990 erschien Abell’s Buch „Stay this moment“ das Eastman-Kodak mit Thomas Grant veröffentlichte. In den letzten Jahren veröffentlichte Sam Abell noch weitere 5 Bücher zu den Themengebieten wie Bürgerkrieg, Gärten, über den Westen der USA, über Irland und die Westküste von Australien.
Abell benutzt häufig die Totale mit einem Weitwinkelobjektiv. Seine Bilder zeigen den Menschen in seiner Umwelt und sein Umgang mit ihr. Ein Interessensgebiet ist der sozialkritische Blick, dies besonders mit eindrücklichen Porträt Aufnahmen. Eine herausragende Arbeit ist eine Reportage über die Inselgruppe „Neu Hybriden“, entstanden 1973.

## Veröffentlichungen (Auswahl)
- 2008: Die Welt in atemberaubenden Bildern, Gruner und Jahr/RBA, Hamburg  ISBN 978-3-86690-054-7
- 2007: Australien: Reise durch ein zeitloses Land, 3. Auflage; National Geographic, Hamburg ISBN 978-3-86690-027-1
- 1999: Die Küstenlandschaften Australiens: eine Erlebnisreise in Bildern, Bechtermünz-Verlag, Augsburg ISBN 3-8289-3395-5
- 1997: mit Julie Moir Messervy: Beseelte Gärten: Der Garten als Ausdruck des Selbst, Europa-Verlag, München/Wien ISBN 3-203-80045-4
- 1984: Hagi: Where Japan's Revolution Began, Reportage in National Geographic, Vol. 165, No. 6, June 1984, pp. 751 – 773

| Personendaten    | Personendaten              |
| ---------------- | -------------------------- |
| NAME             | Abell, Sam                 |
| KURZBESCHREIBUNG | US-amerikanischer Fotograf |
| GEBURTSDATUM     | 19. Februar 1945           |
| GEBURTSORT       | Sylvania, Ohio             |